# Yaoguai

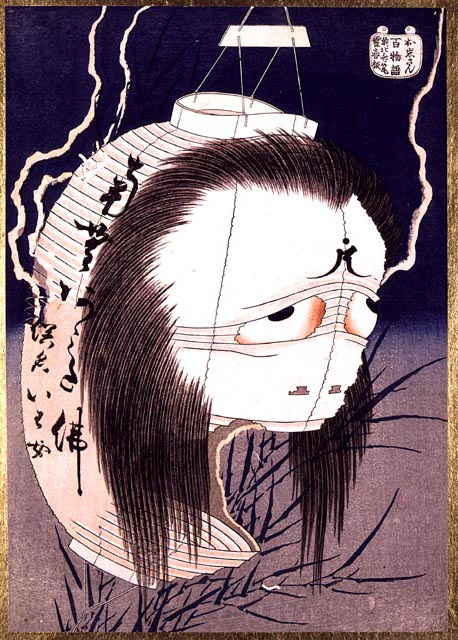
Yaoguai numa lanterna, por Katsushika Hokusai.

Yaoguai (妖怪 pinyin yāoguài) ou yaomo (妖魔 yāomó, literalmente, "demônio")  ou yaojing (妖精 yāojīng, literalmente, "espirito" ou "sedutor") é um termo chinês que geralmente significa "demônio". É uma classe de criaturas sobrenaturais da mitologia chinesa, principalmente espíritos de animais maléficos ou seres celestiais caídos que adquiriram poderes mágicos através da prática do taoismo.

## Características
Os maus são geralmente referidos como Guai (literalmente, "aberrações") ou mó (literalmente, "demônio") em chinês. Seu maior objetivo é alcançar a imortalidade e, portanto, a deificação. No romance mitológico Jornada ao Oeste, os demônios procuram este principalmente pelo rapto e consumo de um homem santo Xuanzang.
Nem todos são realmente demônios, alguns outros são de origens bastante incomuns. No caso de Bai Gu Jing, ela era um esqueleto que se tornou um demônio. Muitos Yaoguais são Huli jing (espíritos de raposa), ou de acordo com Jornada para o Oeste, animais das divindades. Há também Reis Yaoguais (mówáng) que comandam certo número de demônio menores.
No folclore chinês, o inferno chinês, Diyu, um lugar povoado por várias desovas demoníacas. A maioria desses demônios são influenciados pelo indiano Rakshasa ou Yaksha e, portanto, tem alguma similitude com o demônio japonês Oni.
Em japonês, yaoguai são conhecidos como Yōkai - termo que provém do chinês, equivalente no japonês nativo, às vezes escrito com o mesmo Kanji.

## Notoriedade

### Mitologia
Yaoguais famosos na mitologia chinesa:
- Bai Gu Jing - literalmente, "espírito osso branco"
- Niu Mo Wang - literalmente, "touro rei demônio"
- Pipa Jing e Jiutou Zhiji Jing - no Fengshen Yanyi

### Cultura popular atual

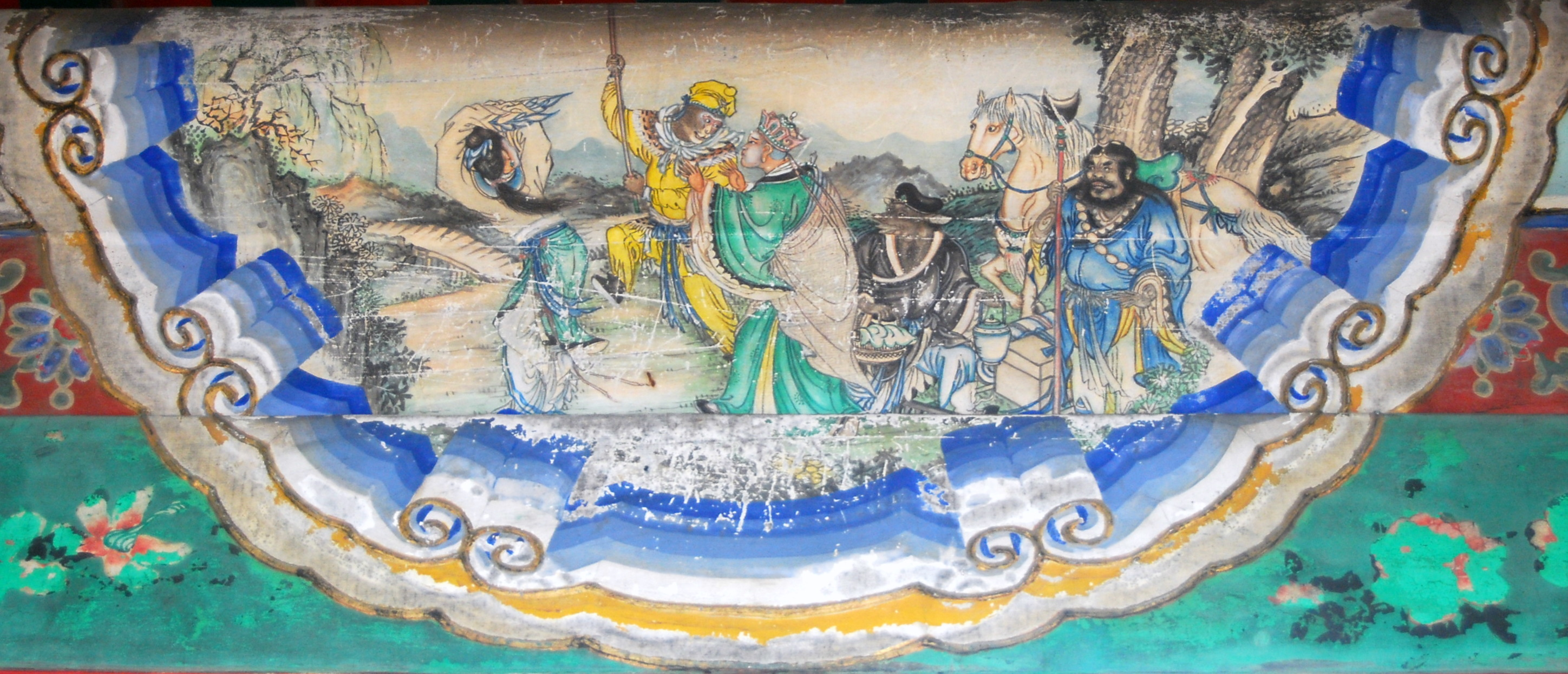
Yaoguay Bai Gu Jing (extrema esquerda) tenta enganar Sun Wukong (em amarelo).

- Os jogo eletrônico Fallout 3 explora características de ursos mutantes  identificado-os como Yao Guai. Estas criaturas vagam no ambiente pós-nuclear de Washington, DC, além de áreas vizinhas de Maryland e Virgínia. Eles atacam tanto o jogador e quanto personagens não-jogaveis. Uma das estações de rádio do jogo transmite um anúncio de serviço público ocasional, lembrando ouvintes para que não alimentem os Guai Yaos.[6]
- No episódio "The Outsider" da segunda temporada da série americana, Once Upon a Time, o Príncipe Phillip é transformado por Malévola, em uma criatura chamada de yaoguai, que é descrita como "um leão com cabeça de fogo". [carece de fontes?]